# دون هولمز
دون هولمز (بالإنجليزية: Don Holmes)‏ هو لاعب كرة قدم أمريكية أمريكي، ولد في 1 أبريل 1961 في ميامي في الولايات المتحدة.

## وصلات خارجية
- دون هولمز على موقع مرجع كرة القدم المحترفة.كوم (الإنجليزية)